# Església de Sant Antoni Abat (Alginet)
L'Església de Sant Antoni Abat es una església d'estil barroc construïda en la plaça del poble d'Alginet. Va ser construïda a mitjans del 1654 i 1699 a partir de les restes d´altra parròquia amb la finalitat de reformar la seua estructura. És una obra inventariada amb el codi 46.20.031-001.

## Descripció
L'interior té ornamentació d'estil barroc fatxada senzilla estructurada en tres naus esta centrat en un creuer amb cúpula de rajola àrab d'estil valencià. Seguit a l'Església hi ha una torre de planta quadrada que esta localitzada en mig del poble d'Alginet en la plaça de la Constitució.
La torre compta amb alguns grafits moderns, destacant alguns realitzats en maig de 1948 amb motiu de una Missió. També hi ha alguns dibuixos.
Al peu del campanar hi ha unes plaques ceràmiques amb la següent inscripció, junt a un escut del poble i la imatge del propi campanar darrere de l'apside.
L'estat de conservació dels murs son bons, el de la coberta i el revestiment regular amb algunes humitats.
Les cinc campanes del segon cos estan mecanitzades amb truja de ferro i les quatre grans amb electro molls. Per una altra banda els dos timbres de les hores estan oxidats i toquen les hores amb electro molls, conservant encara els antics martells. La campana gran ha deixat de voltejar, ja que els eixos es troben en mal estat i perilla la instal·lació. Aquesta, junt a les altres, deuria ser baixada de la torre per ser restaurada. Les campanes hagueren de ser netejades per dins i per fora, reposant les truges de fusta i mecanitzant les campanes amb motors d'impulsos.
Compta amb dos conjunts de campanes diferenciats. Al primer nivell del remat trobem el Campanó dels Quarts i el de les Hores, que semblen de ferro i fets a meitat del segle XX aproximadament. A la Sala de les Campanes hi ha una Senyalera, nomenada Mariano, i que possiblement seria donada a la parròquia en acabar la Guerra Civil, ja que és de 1906. El joc de campanes està format per quatre: Sant Vicent, Sant Antoni i Mare de Déu del Rosari; foses el 1940 per Manuel Roses Vidal i Sant Josep, refosa en 1993 per Salvador Manclús.

## Història
Va ser construïda a mitja de el 1654 i 1699 a partir de les restes d´altra parroquià amb la finalitat de reformar la seua estructura, en 1748 es va enderrocar per un terratrèmol i l'any 1755 l'ajuntament no tenia poder econòmic però finalment l'any 1777 va començar la reconstrucció i decoració. L'any 1936 es va cremar tota la seua herència patrimonial i en 1983 va perdre informació per desinterès públic.
En 1936 les campanes antigues serien destruïdes durant l'incendi del temple parroquial i per tal de suplir el seu lloc encarregaren el 1940 un conjunt de quatre campanes al fonedor del Grau de València Manuel Roses Vidal. Sembla que poc després van fer el Campanó dels Quarts i el de les Hores, malgrat que les inscripcions no ho indiquen. La casa Roses d'Atzeneta d'Albaida es va encarregar de mecanitzar en 1966 les quatre campanes, substituint les truges de fusta per altres de ferro i mecanitzant amb motors d'impulsos les cinc campanes de la Sala, mentre que sols les tres grans comptaven amb martells. La campana dedicada a Sant Josep es va badar en 1993, sent refosa per Salvador Manclús i instal·lada amb la mateixa truja de l'anterior campana.
l campanar barroc es comença a construir per 1702, acabant-se les obres en 1775.

## Galeria d'imatges

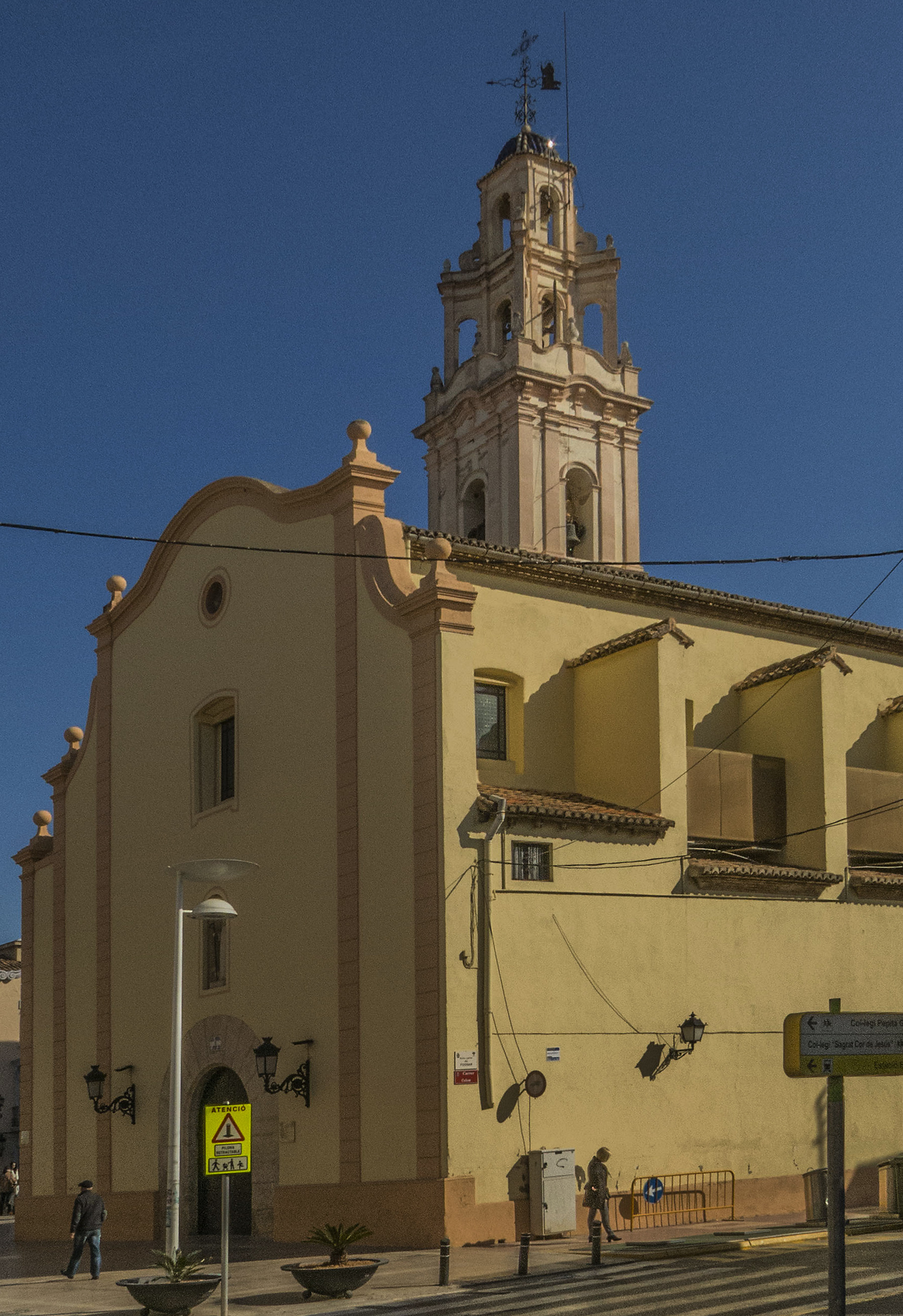
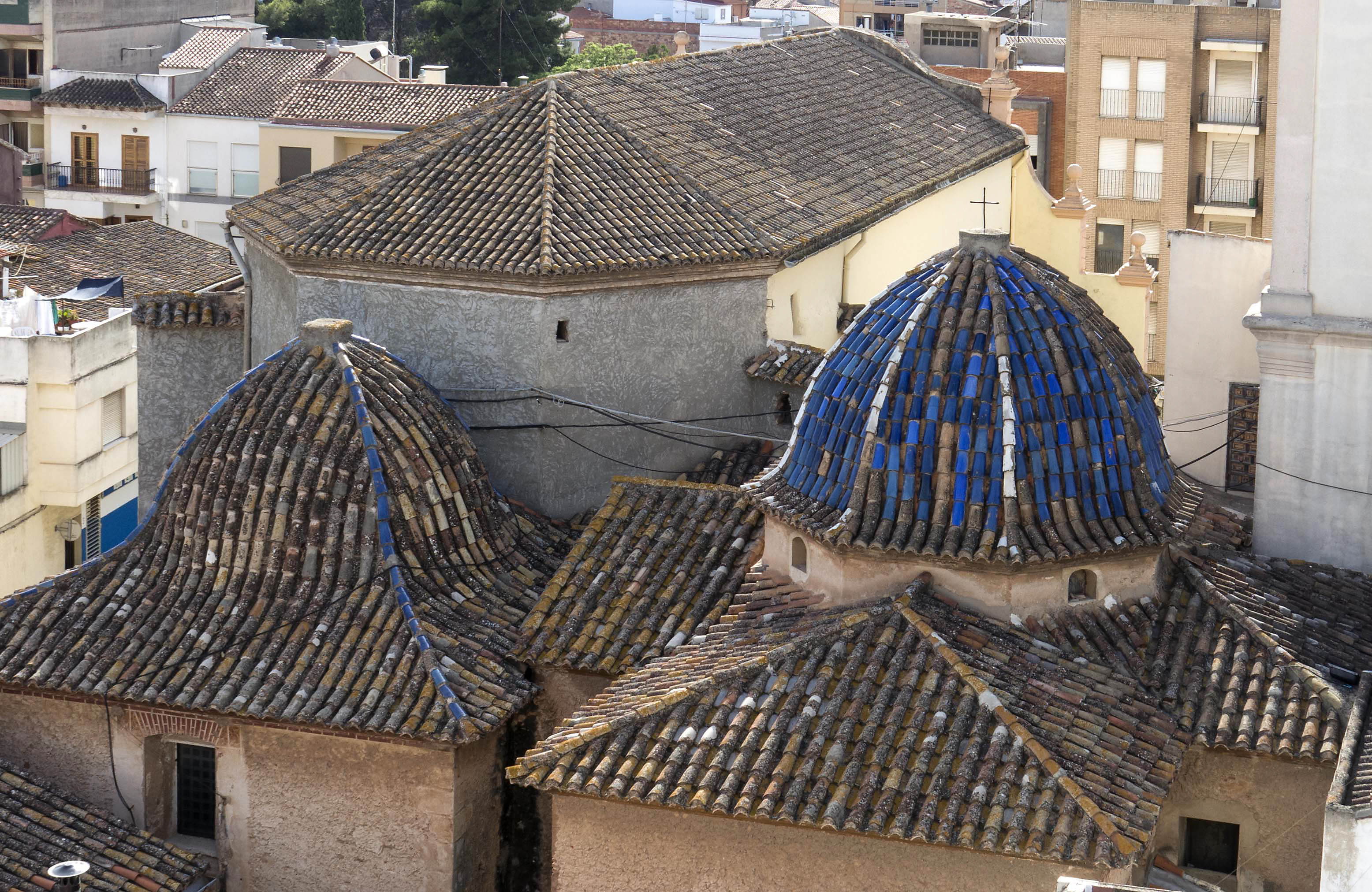